# Koncentrační tábor Neuengamme
Koncentrační tábor Neuengamme byla síť německých nacistických koncentračních táborů, která sestávala z hlavního tábora v Neuengamme a 85 pobočných táborů, z nichž 24 bylo určeno ženám. Tábor byl založen v roce 1938 nedaleko vesnice Neuengamme v hamburském předměstí Bergedorf a stal se největším koncentračním táborem na severozápadě Německa. Prošlo jím více než 100 000 lidí a doložený počet mrtvých dosáhl 42 900 (14 000 v hlavním táboře, 12 800 v pobočných táborech a 16 100 během pochodů smrti).
Po porážce Německa v roce 1945 tábor využila britská armáda k internaci příslušníků Waffen-SS a dalších zajatců. V roce 1948 byl tábor předán Hamburku, který následně nechal zbořit dřevěné baráky a postavit místo nich vězeňský blok. Vězení pak bylo městem spravováno v letech 1950 až 2004. Po protestech různých organizací jak přeživších z koncentračního tábora, tak z řad spojenců, bylo místo ležící 15 km od centra Hamburku přeměněno na památník.

## Historie

### Počátky
Adolf Hitler v roce 1937 představil plán o přeměně pěti německých měst na tzv. Führerova města (německy: Führerstädte). Jedním z těchto měst byl i Hamburk. Hamburské břehy Labe byly díky velkému přístavu Němci považovány za „bránu do světa“. Město mělo být přestavěno ve stylu německého expresionismu s využitím speciálního typu cihel, tzv. Klinker. Aby bylo zajištěno zásobování těmito cihlami, zakoupila v září 1938 firma Deutsche Erd-und Steinwerke (DESt), v té době v majetku SS, nefunkční cihelnu a také pozemek v Neuengamme o rozloze 500 000 m2.
Tábor byl jednotkami SS založen 13. prosince 1938. V té době šlo o pobočný tábor koncentračního tábora Sachsenhausen. Následně sem bylo transportováno 100 vězňů, jejichž úkolem bylo vybudování tábora a práce v cihelně.

### Období 1940–1945
Tábor v lednu 1940 navštívil Heinrich Himmler, který se domníval, že místní produkce cihel nedosahuje požadovaného standardu. V dubnu téhož roku pak město Hamburk podepsalo s Waffen-SS smlouvu o vybudování větší, modernější cihelny. Město si tak zajistilo zásobování jak materiálem nutným k probíhajícím přestavbám, tak také pracovní silou vězňů, kteří byli do stavebních prací zapojeni.
4. června 1940 se koncentrační tábor Neuengamme stal nezávislým táborem (německy: Stammlager) a začaly do něj přijíždět první transporty z celého Německa a brzy poté i z dalších částí Evropy. V letech 1940 až 1942 narůstal počet mrtvých, a tak bylo v táboře zbudováno krematorium. Ve stejné době také v sousedství tábora vznikaly civilní zbrojní závody (například závody firem Jastram nebo Messap), které využívaly levné pracovní síly vězňů koncentračního tábora a také sovětských válečných zajatců, kteří se stali největší skupinou vězňů v táboře a se kterými stráže Waffen-SS obzvlášť brutálně zacházeli.
Prvním pobočným táborem se stal tábor Drütte, který byl založen v Salzgitteru. Po něm bylo založeno dalších téměř 80 pobočných táborů za méně než rok. V táboře i nadále vzrůstala úmrtnost, která na konci roku 1942 dosáhla 10 % měsíčně. V roce 1943 pak byl založen pobočný tábor na ostrově Alderney na Normanských ostrovech. V červenci 1944 byla v táboře zprovozněna speciální sekce pro prominentní francouzské vězně. Tuto skupinu tvořili francouzští političtí oponenti a odbojáři proti německé okupaci Francie. Mezi těmito vězni byl i John William, který se podílel na sabotážích a bombových útocích na vojenské továrny v Montluçonu. Na konci roku 1944 vzrostl celkový počet vězňů na přibližně 49 000 (12 000 v hlavním táboře a 37 000 v pobočných táborech), z nichž bylo skoro 10 000 žen.

### Evakuace a pochody smrti

Autobusy dánského Červeného kříže v Německu na konci druhé světové války během tzv. Operace Bílé autobusy

Dne 15. března 1945 začal transfer všech skandinávských vězňů z ostatních německých táborů do Neuengamme, v rámci tzv. „programu bílých autobusů“ (německy: Weißen Busse). Tuto operaci prováděla dánská vláda a švédský červený kříž. Jejím cílem bylo zachránit vězně z koncentračních táborů a dopravit je do Švédska, které bylo neutrální zemí. Operace byla nejdříve zaměřena na záchranu vězňů skandinávského původu, ale brzy se rozšířila i na další, například na Poláky či Francouze.
Později téhož měsíce byly vyprázdněny pobočné tábory a vězni posláni na pochod smrti do Bergen-Belsenu a Osnabrücku. Během těchto evakuačních akcí byl 8. dubna 1945 podniknut letecký nálet na vězeňský vlakový transport v Celle. Někteří vězni zemřeli přímo při náletu a další pak byli zabiti Němci. 19. dubna 1945 byl vydán rozkaz k evakuaci hlavního tábora. Od toho dne do 26. dubna bylo z Neuengamme odvedeno přes 9 000 lidí a naloděno na čtyři lodi: osobní parník Deutschland a Cap Arcona a dva velké parníky SS Thielbek a Athen. Vězni byli na lodích drženi několik dní bez jídla a vody.

Dne 3. května 1945 piloti RAF přesvědčení o tom, že na lodích jsou vysocí němečtí představitelé snažící se uniknout do Norska, na parníky Thielbek, Cap Arcona a Deutschland zaútočili. Ti z přeživších, kteří naskákali do vody, čelili palbě z kanónů britských Hawker Typhoon stejně jako střelbě německých vojáků. Tisíce mrtvých byly následně vyplaveny na břehy, které těsně před tím obsadily spojenecké síly. Britští vojáci pak donutili německé válečné zajatce i civilisty, aby vykopali hromadné hroby a mrtvé pohřbili. Během útoku zemřelo přibližně 7 100 lidí, přežilo pouze 450 vězňů.

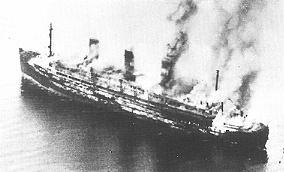
Hořící Cap Arcona krátce po útoku letadel RAF

Původní rozkaz k nalodění vězňů na lodi přišel z Hamburku od Gauleitera Karla Kaufmanna, který se sám řídil rozkazy z Berlína. Ačkoliv později před tribunálem pro válečné zločiny tvrdil, že vězni měli být posláni do Švédska, velitel hamburského Gestapa Georg-Henning Graf von Bassewitz-Behr před stejným soudem dosvědčil, že vězni měli být na základě Himmlerových rozkazů zabiti. Plánem bylo potopení lodí i s vězni na jejich palubách.
V hlavním táboře zůstalo asi 600 až 700 vězňů, kteří měli z rozkazu SS zničit všechny inkriminující dokumenty, zničit značnou část tábora a oblast uklidit. 2. května pak stráže SS s posledními vězni opustili tábor. O den později do tábora dorazili první britští vojáci, kteří však tábor našli již zcela opuštěný.

### Poválečné období
V prvních měsících po válce byl tábor používán k ubytování vysídlených osob ze Sovětského svazu a v oddělené části k internaci německých válečných zajatců. Britové pak v červnu 1945 začali tábor využívat jako internační pro svědky z řad příslušníků SS a úředníků z dob třetí říše. Tábor v té době nesl označení Civilní internační tábor č. 6 (anglicky: Civil Internment Camp No. 6). Tábor byl uzavřen 13. srpna 1948 a oblast byla předána Hamburku, který nechal strhnout původní dřevěné baráky a na jejich místě postavit vězení, které bylo v provozu od roku 1950. Několik původních táborových budov bylo využito k různým účelům. Tento stav setrval do roku 2006, kdy bylo vězení uzavřeno.

### Tribunál pro válečné zločiny
Dne 13. března 1946 stanulo 14 úředníků z hlavního tábora v Neuengamme kvůli válečným zločinům před britským vojenským soudem, který se konal v budově Curiohaus v Hamburku a byl prvním z 33 soudů, které se v následujících dvou letech uskutečnily a během kterých byli souzeni lidé podílející se na chodu hlavního či některého z pobočných táborů Neuengamme. Dřívější táboroví vězni z šesti zemí podali během soudního líčení svědectví o popravách, ke kterým v táboře docházelo, včetně popravy sovětských válečných zajatců plynem, dále o „medicínských“ pokusech prováděných na vězních, o brutálním zacházení i o otřesných podmínkách vězňů obecně.
Obvinění byli shledáni vinnými a dne 3. května 1946 bylo 11 z nich odsouzeno k smrti a zbylí tři k vězení o délce 10 až 20 let. Poprava oběšením byla provedena dne 8. října 1946 britským popravčím Albertem Peirrepointem. Těmito popravenými byli dřívější velitel tábora Max Pauly, lékař SS Bruno Kitt, Anton Thumann, Johann Reese, Willy Warnke, lékař SS Alfred Trzebinski, Heinrich Ruge, Wilhelm Bahr, Andreas Brems, Wilhelm Dreimann a Adolf Speck.

### Památník

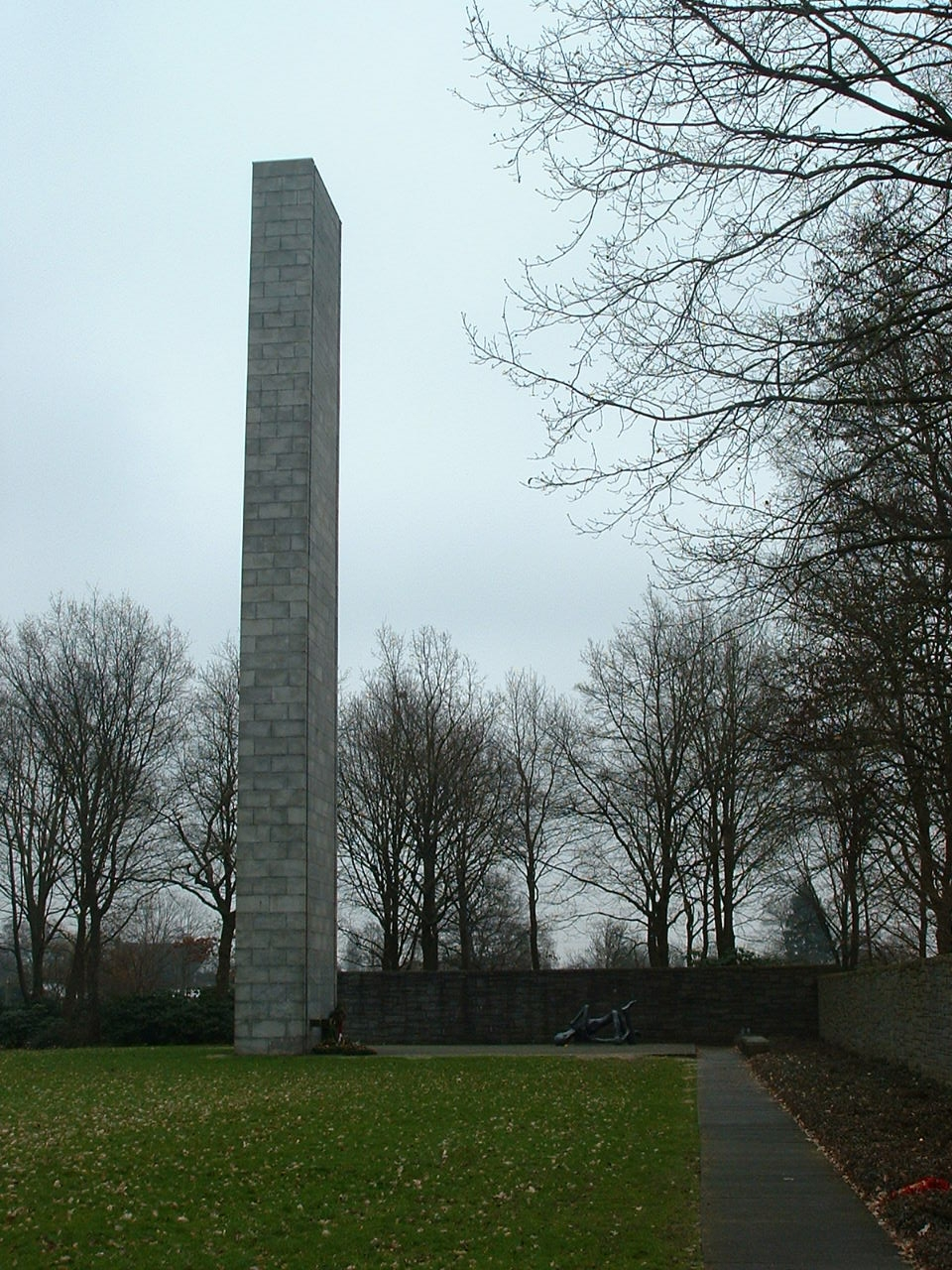
Památník KZ Neuengamme

Vzhledem ke skutečnosti, že místo bývalého koncentračního tábora bylo i po válce nadále využíváno jako internační tábor a věznice, jeho temná historie nejen v Německu, ale i v samotném Hamburku, upadala do zapomnění. Záměr vztyčit na tomto místě památník se setkal s nesouhlasem obyvatel města i hamburské městské rady a jeho vztyčení tak bylo zdlouhavým procesem.
Nejdříve měl památník jednoduchou podobu a nacházel se na místě, kde byl dříve rozptylován popel z táborového krematoria. Díky silnému tlaku organizace Amicale Internationale de Neuengamme, která je hlavní organizací reprezentující bývalé táborové vězně, se památník v roce 1965 podařilo rozšířit. V roce 1981 pak byla postavena budova pro umístění stálé expozice (německy: Dokumentenhaus) a byla tak otevřena první expozice zabývající se historií tohoto tábora.

Záměr zbourat původní cihelnu a několik historických budov vyvolal v roce 1984 protesty. Od zbourání bylo tedy ustoupeno a budovy byly prohlášeny za kulturní památku. V roce 1995 byla původní zbrojařská továrna Walther přeměněna na stálou expozici a Dokumentenhaus byl předělán na Dům vzpomínek. Nové muzeum bylo otevřeno v roce 2005.

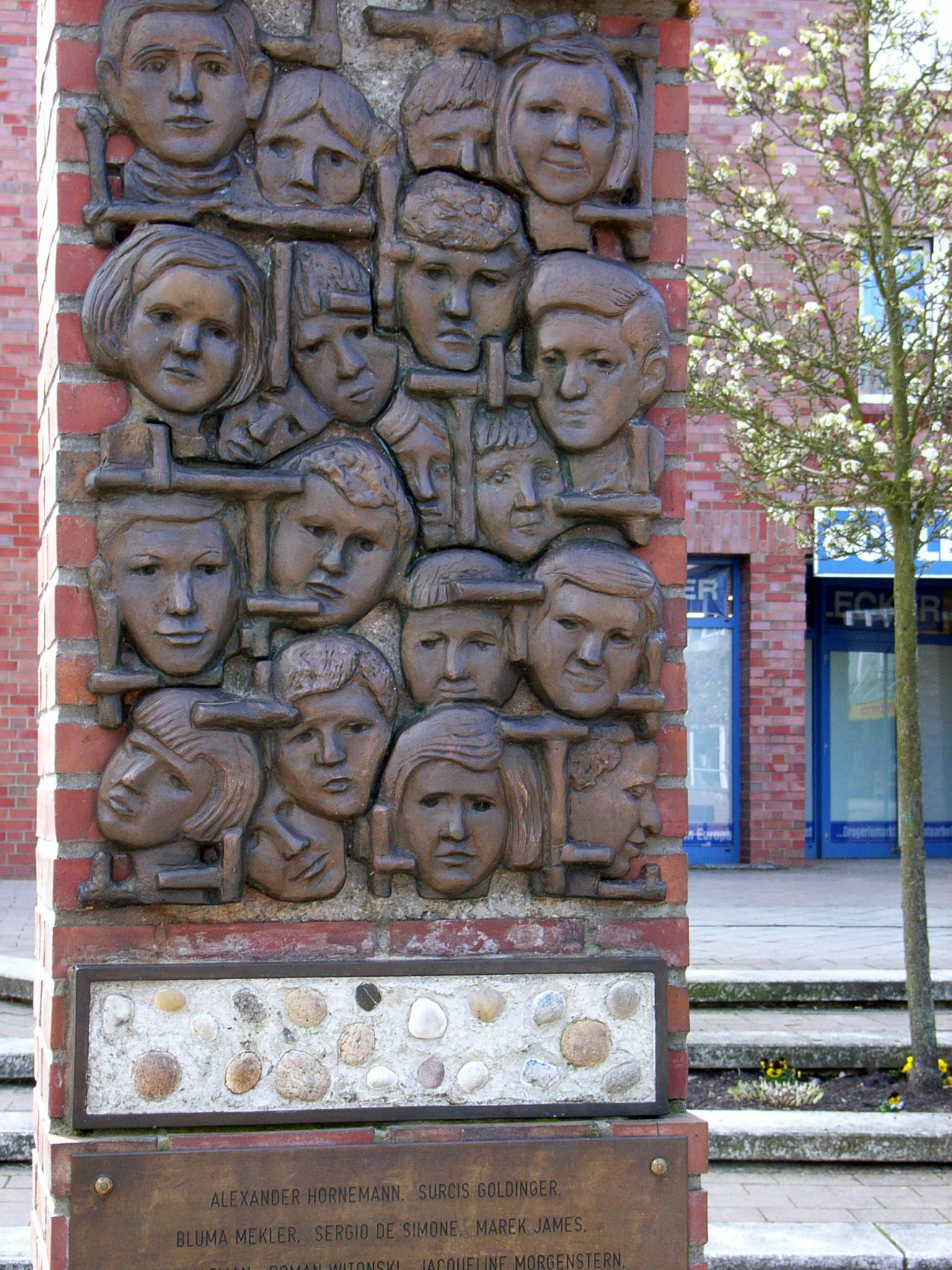
Památník dětí z Bullenhuser Damm

Díky tlaku přeživších koncentračního tábora i dalších aktivistů bylo dosaženo uzavření dvou věznic stojících na místě bývalého tábora. Věznice byly oficiálně přestěhovány v roce 2003 a v roce 2006. Celá oblast pak v roce 2007 byla začleněna do památníku. Plocha, na které se památník rozkládá, se tak zvětšila na 57 hektarů a patří k jedněm z největších památníků svého druhu v Německu.
Památník koncentračního tábora Neuengamme (německy: KZ-Gedenkstätte Neuengamme) otevřený v roce 2008 se nachází ve čtvrti Bergedorf na ulici Jean-Dolidier-Weg 75, ulice pojmenované po francouzském aktivistovi, který se o založení památníku významně zasloužil. Původně se ulice jmenovala Táborová (německy: Lager Strasse).
Také tři z pobočných táborů slouží jako památníky. Jsou jimi Bullenhuser Damm, Poppenbüttel a Fuhlsbüttel. První z jmenovaných je památníkem na 20 zavražděných dětí během „lékařských“ pokusů v hlavním táboře. Druhý památník připomíná pobočný tábor Hamburk-Sasel. Do tohoto tábora byly transportovány ženy z lodžského ghetta. Třetí ze zmíněných památníků se nachází uvnitř domku za bránou v káznici ve Fuhlsbüttelu. Části tohoto komplexu sloužily jako koncentrační tábor pro komunistické vězně, odpůrce režimu a mnoho dalších skupin vězňů během nacistického režimu. Také zde bylo zavražděno okolo 450 lidí.

## Provoz tábora

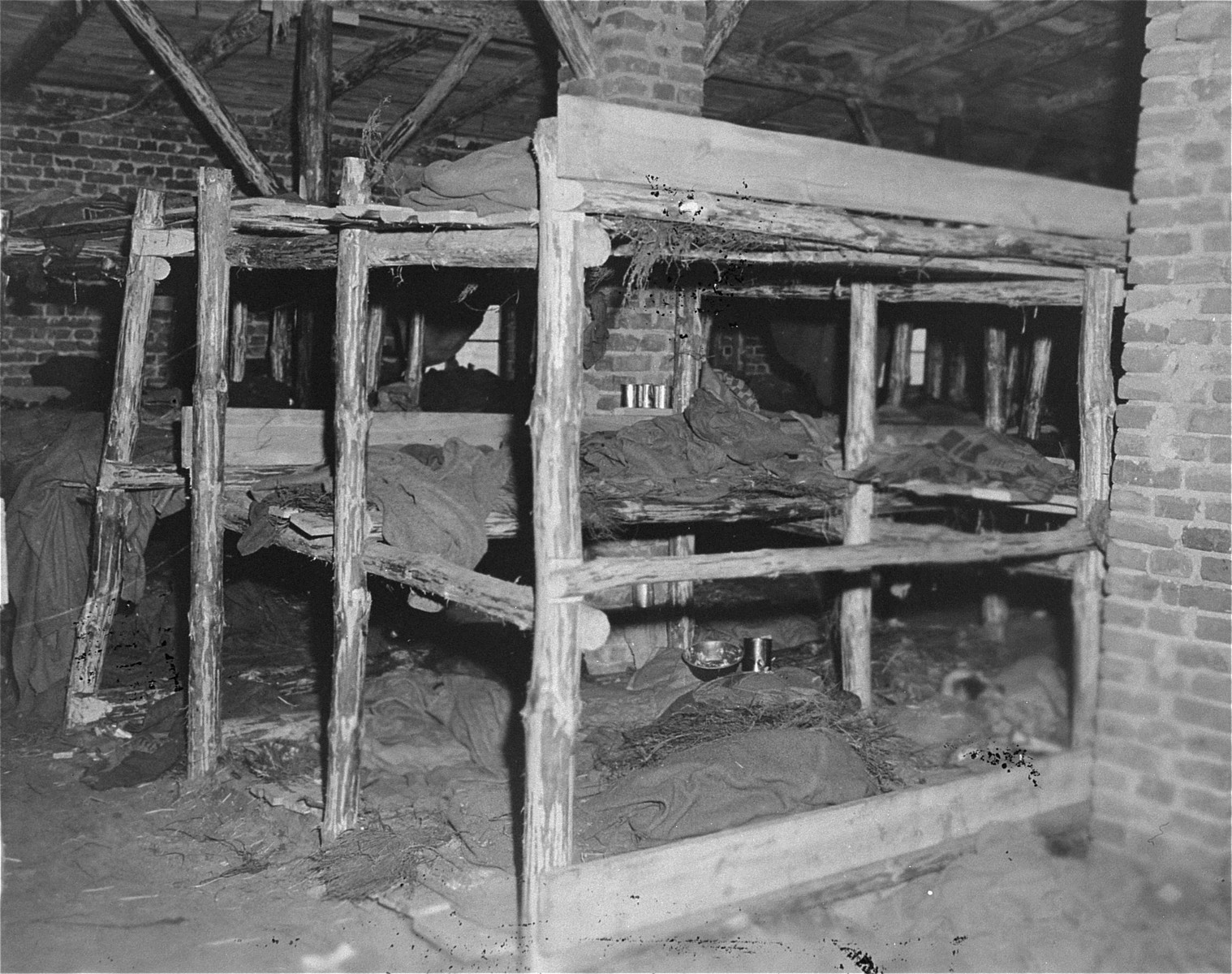
Pobočný tábor ve Wöbbelinu: patrové postele v květnu 1945

Rozhodujícím faktorem v životě táborových vězňů byl všudepřítomný hlad. Zásobování jídlem bylo natolik nedostatečné, že většina vězňů umírala během prvních tří měsíců po příjezdu do tábora. Vězni dostávali pouze malé příděly, měly velmi špatnou kvalitu a často byly nepoživatelné. Mnoho vězňů se proto pokoušelo získat jídlo nelegálně. Jiným se dařilo přežívat díky balíčkům od příbuzných a také balíčkům Červeného kříže. Tato výsada však byla dostupná pouze určitým skupinám vězňů. Život v táboře byl každodenním bojem o život. Téměř jediným majetkem vězňů byly misky na jídlo, často rezavé a bylo je možné umývat pouze ve studené vodě. Z nemocí byl v táboře největším zabijákem průjem.
Zpočátku fungování tábora vězni spali na zemi v přeplněných dřevěných barácích. V roce 1941 byly do baráků přidány třípatrové postele. Od roku 1944 se o jednu postel dělili dva až tři lidé. Vězeňské baráky byly obehnány ostnatým drátem, který byl v noci pod elektrickým napětím.

### Vyhlazení prací
Cílem koncentračního tábora Neuengamme bylo naplňovat plán Waffen-SS, kterým bylo vyhlazovat vězně prací (německy: Vernichtung durch Arbeit). Vězni pracovali 10 až 12 hodin denně a umírali jak kvůli nelidským podmínkám v táboře, tak i následkem násilí z rukou stráží. Namáhavá otrocká práce v kombinaci s nedostatkem výživy, extrémně nehygienickými podmínkami, podporujícími šíření nemocí, a také s libovolně brutálními tresty strážných vedla ke smrti 42 900 vězňů. A ačkoliv v táboře existovala nemocnice, léky zde byly vzácností a dostat se do nemocnice bylo téměř vždy rozsudkem smrti. Nemocniční personál tvořili víceméně lidé bez lékařského a zdravotního vzdělání. To se změnilo až v roce 1942, kdy epidemie tyfu přiměla SS, aby umožnila v nemocnici pracovat uvězněným lékařům. Nemocnice byla také místem hromadných vražd velkých skupin zesláblých sovětských zajatců. Těmto lidem byla aplikovány smrtící injekce.
V první polovině války vězni v hlavním táboře pracovali zejména v cihelně. Také budovali kanály na přítoku Labe, které protékalo nedaleko tábora, aby po něm mohl být transportován materiál. Vězni byli nuceni hloubit kanál v těžké rašelinové půdě s nedostatečným vybavením, bez ohledu na počasí nebo jejich zdravotní stav. Jakmile byla v roce 1942 dokončena nová cihelna, pracovalo nejvíce vězňů v dole na jíl. Stavba kanálu, kopání jílu a transport zeminy, tyto tři činnosti byly přezdívány jako „tři smrtící komanda“. Kvalifikovanější práce byla ve většině případů svěřována vězňům, nacházejícím se na horních příčkách nacistické hierarchie.
Od roku 1942 až do konce války se hlavní táborovou produkcí stal zbrojní průmysl. Několik zbrojařských továren, včetně Messap, Jastram, Walter-Werke a také firmy Deutsche Ausrüstungswerke (DAW), která byla v majetku SS, vybudovaly své továrny uvnitř tábora a finančně profitovaly z práce vězňů. Továrna Walther zde vyráběla samonabíjecí pušky Gewehr 43. A i když podmínky vězňů pracujících v těchto továrnách byly o něco lepší, i oni pracovali pod neustálou hrozbou, že budou přeřazeni do „smrtícího komanda“. Podle svědectví Wilhelma Bahra, bývalého sanitáře, které poskytl během soudu proti Brunu Teschovi, bylo v roce 1942 v táboře zplynováno 200 ruských válečných zajatců. Ve stejném roce bylo v táboře také vybudováno krematorium. Před jeho dokončením byla těla vězňů převážena do hamburského krematoria.

## Známé počty uvězněných a obětí

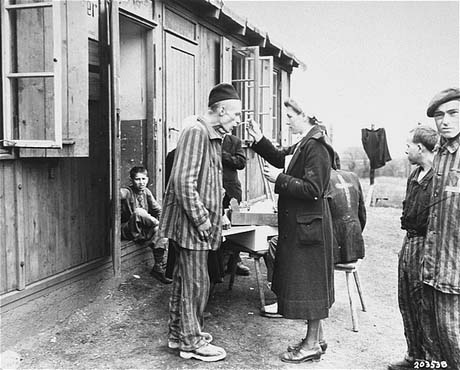
Pobočný tábor Hannover-Ahlem: bývalý polský vězeň přijímá léky od pracovnice Červeného kříže 11. dubna 1945

Kvůli likvidaci inkriminujících dokumentů na konci války se jich z doby existence tábora dochovalo asi jen 10 %. Z těchto dokladů byli historici schopni zjistit přesné počty vězňů v některých měsících z období od založení tábora až do jeho opuštění v roce 1945. Na konci roku 1940 bylo v táboře uvězněno 2 900 lidí a počet mrtvých přesahoval 432. V roce 1941 vězni dokončili stavbu baráků. Do tábora dorazily transporty z Auschwitzu, přivezly 1002 vězňů. Přijely také transporty s 1 000 sovětských válečných zajatců. Celkový počet vězňů tak vzrostl na 4 500. V roce 1941 je doložena smrt 495 lidí.
Do konce roku 1940 pocházela většina táborových vězňů z Německa a šlo o "asociály", politické odpůrce a různé národnostní menšiny. Po osamostatnění tábora se rozrostla i různorodost místních vězňů. Největší skupinu tvořili sovětští váleční zajatci. Druhou největší skupinou byli vězni pocházející z Polska. Celkem tu byli vězněni lidé 28 národností: Sověti (34 350), Poláci (16 900), Francouzi (11 500), Němci (9 200), Holanďané (6 950), Belgičani (4 800) a Dánové (4 800). Šlo jak o lidi z místních židovských komunit, tak o komunisty, prostitutky, cikány, Svědky Jehovovy, válečné zajatce a mnoho dalších skupin. Z celkového počtu 106 000 vězňů jich téměř polovina zemřela. V památníku v Domě vzpomínek je zaznamenáno 23 394 jmen obětí tohoto tábora. Skutečný počet mrtvých se odhaduje na 26 800 a dalších 17 000 lidí zemřelo během pochodů smrti. Doložený počet obětí je tak 42 900, i když jména mnohých z nich se nedochovala.
Podle svědectví Wilhelma Bahra bylo 197 sovětských válečných zajatců dne 25. září 1942 zabito cyklonem B ve vězeňském bunkru. O čtyři týdny později bylo plynem zabito dalších 251 zajatců. Do tábora bylo také speciálně přivezeno 20 židovských dětí z Osvětimi, aby na nich byl proveden „lékařský“ experiment, který provedl doktor Kurt Heißemeyer z Berlína.

## Personál tábora a jeho velitelé

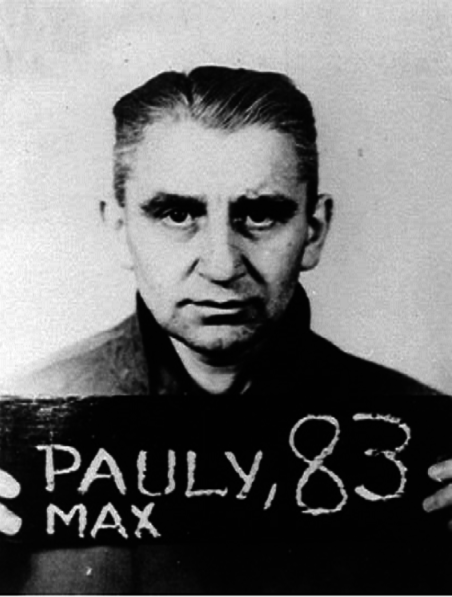
Max Pauly, velitel tábora v letech 1942–1945 (vězeňská fotografie, 1945)

Velitel tábora (německy: Lagerführer) velel celé síti táborů spadajících pod koncentrační tábor Neuengamme. Během let se v této funkci vystřídali tři muži. Jak rostl počet vězňů, rostl i počet lidí sloužících v táboře. Ten nakonec vzrostl až na počet 4 500, z nichž se asi 500 lidí staralo o administrativu.
SS-Sturmbannführer Walter Eisfeld a od dubna 1940 SS-Hauptsturmführer Martin Gottfried Weiß veleli táboru v době, kdy spadal pod koncentrační tábor v Sachsenhausenu. Weiß velel táboru i po jeho osamostatnění, a to až do září 1942. Poté velení převzal SS-Obersturmbannführer Max Pauly.
Hlavní tábor také sloužil k výcviku dozorkyň SS, ty však v táboře nesloužily trvale, ale po výcviku byly posílány do pobočných ženských táborů. Patřily mezi ně Käthe Becker, Erna Dickmann, Johanna Frend, Angelika Grass, Loni Gutzeit (přezdívaná „dračice z Wandsbeku“), Gertrud Heise, Frieda Ignatowitz, Gertrud Möller, Lotte Johanna Radtke a Inge Marga Marggot Weber. Mnoho z těchto žen později sloužilo v různých ženských pobočných táborech v severním Německu. Pouze několik z nich bylo po válce souzeno tribunálem pro válečné zločiny. Mezi souzenýma byla Gertrud Heise a Anneliese Kohlmann.
Většina příslušníků SS přicházela do přímého kontaktu s vězni a pro mnohé se stalo každodenní rutinou páchání násilí.

## Pobočné tábory
Do sítě koncentračního tábora Neuengamme patřilo více než 80 pobočných táborů. První pobočný tábor byl otevřen v roce 1942, kdy byli vězni z Neuengamme transportováni do tábora Arbeitsdorf. Počet vězňů v jednotlivých pobočných táborech se značně lišil. V některých bylo 3 000 vězňů, v jiných méně než 10 lidí. Ke konci války bylo v pobočných táborech třikrát více vězňů než v hlavním táboře.
Vězeňské záznamy uvádějí první vězeňkyně na konci roku 1943, nejpravděpodobněji v listopadu. Téměř všechny ženy byly umístěny v pobočných táborech. V létě 1944 do tábora dorazilo mnoho ženských transportů, především z Osvětimi, ale i z dalších táborů ležících na východě.
Několik z dřívějších vedlejších táborů bylo po válce přeměněno na památníky nebo je na nich alespoň umístěna pamětní tabulka. V roce 2000 však 28 lokalit nebylo označeno ani touto malou upomínkou na bývalý tábor.

### Pobočné tábory na ostrově Alderney
Normanské ostrovy byly jediným územím britského Commonwealthu, které bylo okupováno nacistickým Německem během druhé světové války. Němci zde vybudovali čtyři tábory, z nichž dva později spadaly pod koncentrační tábor Neuengamme. Názvy jednotlivých táborů na ostrově Alderney byly odvozeny od Fríských ostrovů: Lager Norderney, Lager Borkum, Lager Sylt a Lager Helgoland. Tyto tábory byly řízeny paramilitantní jednotkou Organizací Todt (německy: Organisation Todt), která se zabývala výstavbou strategických objektů v nacistickém Německu. Vězni na ostrově budovali bunkry, opevněné posty pro děla, protiletecké kryty a betonové opevnění. Celkově v táborech bylo 6 000 vězňů.
V táboře Norderney byli především nuceně nasazení pracovníci z východní Evropy. Tito vězni spolu s vězni z tábora Sylt byli nuceni budovat vojenské opevnění, které bylo budováno po celém ostrově. V táboře Sylt byli židovští vězni. Tábor Borkum byl využíván německými techniky a dobrovolníky z různých koutů Evropy. V táboře Helgoland byli ruští dělníci Organizace Todt.
Tábor Norderney se sovětskými a polskými válečnými zajatci a tábor Sylt s židovskými vězni se v březnu 1943 dostal pod kontrolu SS-Hauptsturmführera Maxe Lista. Během jeho velení zemřelo na 700 dělníků během necelého roku. Později byly tábory uzavřeny a vězni v roce 1944 transportováni do Německa.

## Oběti

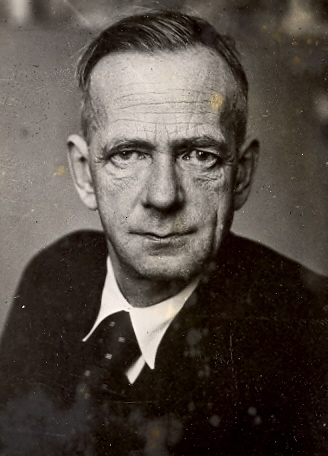
Kurt Schumacher

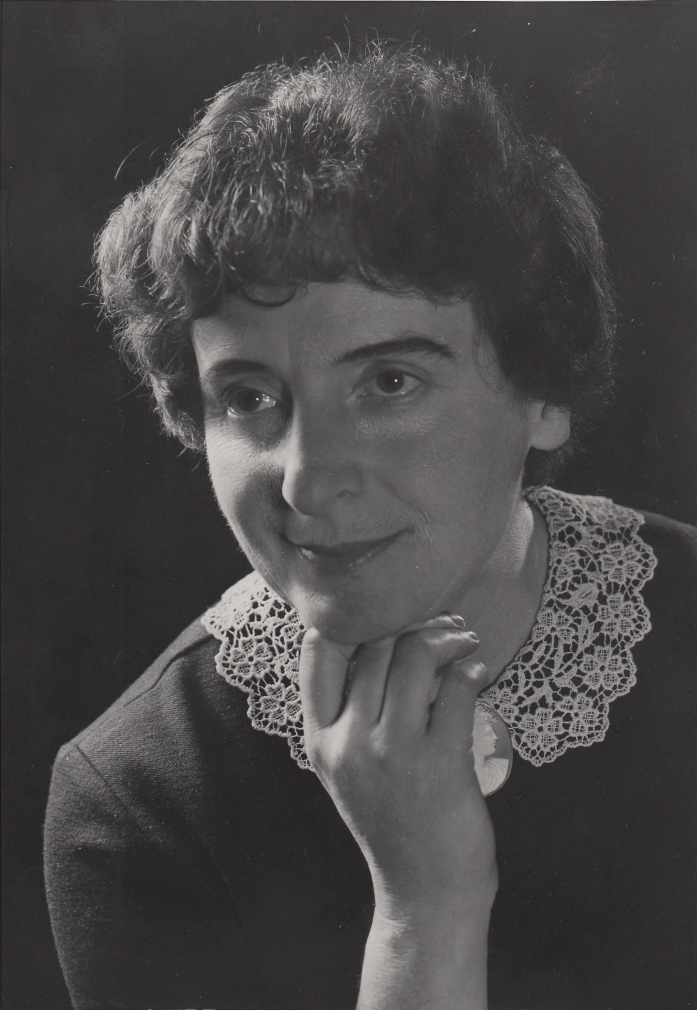
Chava Rosenfarbová

| Stát           | Muži   | Ženy   | Celkem  |
| -------------- | ------ | ------ | ------- |
| Sovětský svaz  | 21 000 | 2 000  | 23 000  |
| Polsko         | 13 000 | 2 700  | 15 700  |
| Francie        | 11 000 | 650    | 11 650  |
| Německo        | 8 800  | 400    | 9 200   |
| Nizozemsko     | 6 600  | 250    | 6 850   |
| Belgie         | 3 500  | 150    | 3 650   |
| Dánsko         | 2 400  |        | 2 400   |
| Maďarsko       | 1 400  | 5 800  | 7 200   |
| Norsko         | 2 800  |        | 2 800   |
| Jugoslávie     | 1 000  | 250    | 1 250   |
| Lotyšsko       | 3 200  | 100    | 3 300   |
| Československo | 800    | 800    | 1 600   |
| Řecko          | 1 200  |        | 1 200   |
| Itálie         | 1 100  | 100    | 1 200   |
| Španělsko      | 750    |        | 750     |
| Rakousko       | 300    |        | 300     |
| Lucembursko    | 50     |        | 50      |
| Ostatní státy  | 2 100  | 300    | 2 400   |
| Celkem         | 81 000 | 13 600 | 100 400 |

### Významní vězni
- Rein Boomsma (1879–1943) – nizozemský fotbalista
- Claude Bourdet (1909–1996) – francouzský spisovatel, novinář a politik
- Emil František Burian (1904–1959) – český básník, publicista, zpěvák, herec a režisér
- Jan Campert (1902–1943) – nizozemský novinář, divadelní kritik a spisovatel
- Robert Domany (1908–1942) – jugoslávský partyzán
- Ernst Goldenbaum (1898–1990) – německý politik
- Coen Hissink (1878–1942) – nizozemský herec
- Michel Hollard (1898–1993) – francouzský odbojář
- Georges Journois (1896–1944) – francouzský brigádní generál a odbojář
- Friedrich Pfeffer (1889–1944) – německý židovský zubař
- Chava Rosenfarb (1923–2011) – židovská básnířka a spisovatelka
- Zuzana Růžičková (1927–2017) – česká klavíristka, cembalistka a hudební pedagožka
- Kurt Schumacher (1895–1952) – německý politik
- Johann Trollmann (1907–1944) – německý boxer

## Pokračující výzkum

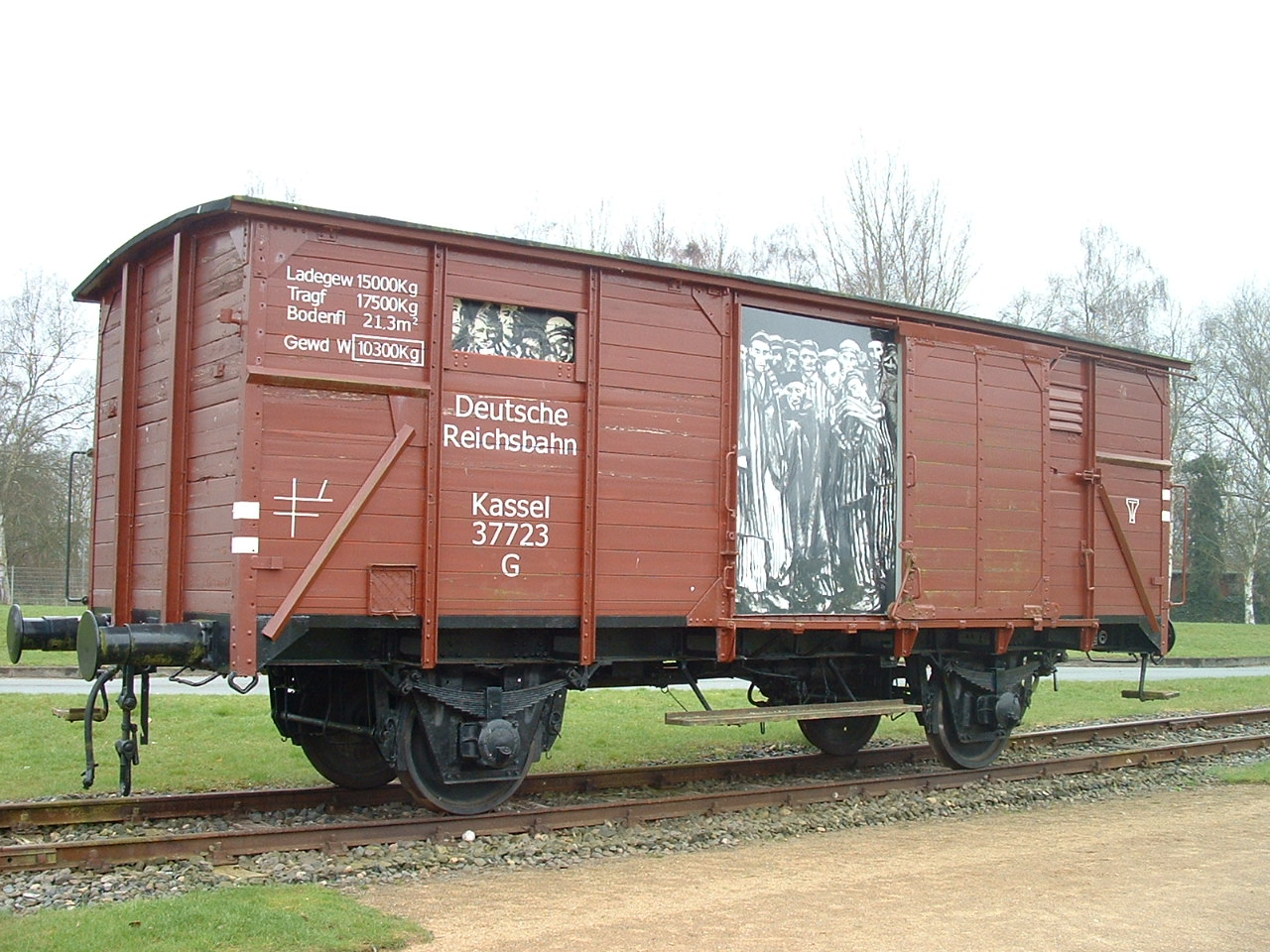
Rekonstrukce železničního vagonu, kterým byly do tábora přiváženi vězni

Kvůli vyklizení tábora na konci války, zničení velké části dokumentů příslušníky SS a transportu vězňů do pobočných táborů v roce 1945 je práce historiků složitá a výzkum stále probíhá. Například v roce 1967 německý spolkový ministr spravedlnosti řekl, že tábor existoval od 1. září 1938 do 5. května 1945. Ovšem United States Holocaust Memorial Museum udává jeho existenci od 13. prosince 1938 do 4. května 1945.